# Joe Corrigan
Joe Corrigan (Manchester, 1948. november 18. –) angol labdarúgókapus, pályafutása legnagyobb részét az angol Manchester Citynél töltötte, de megfordult az amerikai Seattle Soundersben, a Brightonban, a Norwichban és a Stoke Cityben is. Nyaki sérülés miatt 1985-ben végleg abbahagyta profi pályafutását. Később több klubnál is kapusedzőként dolgozott.

## Sikerek
Manchester City
- Angol bajnok: 1967–1968
- Angol kupagyőztes: 1969
- KEK-győztes: 1970
- Angol ligakupa-győztes: 1969–1970, 1975–1976
- Angol szuperkupa-győztes: 1968, 1972
- Az év játékosa: 1976, 1978, 1980